# Ligypterus belmontensis
Ligypterus belmontensis är en insektsart som beskrevs av Robillard 2005. Ligypterus belmontensis ingår i släktet Ligypterus och familjen syrsor. Inga underarter finns listade i Catalogue of Life.